# Рија (име)
Риа (мађ. Ria), је женско име које се користи у мађарском језику, води порекло из италијанског језика и један је од облика имена Марија.
Сродна имена су: Манон, Мара, Маријан, Маријана, Марица, Марина, Маринела, Маринета, Маријон, Мариора, Марита, Маша, Мија, Мијета и Мирјам.

## Имендани
- 16. јул.
- 21. новембар.